# 22 Jump Street (film)
22 Jump Street este un film american din 2014, regizat de Phil Lord și Christopher Miller și scris de Jonah Hill, Michael Bacall, Oren Uziel și Rodney Rothman. Rolurile au fost interpretate de actorii Channing Tatum. Ice Cube, Peter Stormare, Jillian Bell, Amber Stevens, și Wyatt Russell. Este continuarea filmului din 2012 21 Jump Street.